# Xiaoyi
Xiaoyi (孝义 ; pinyin : Xiàoyì) est une ville de la province du Shanxi en Chine. C'est une ville-district placée sous la juridiction administrative de la ville-préfecture de Lüliang.

## Démographie
La population du district était de 411 690 habitants en 1999.